# Koppe tinikitkita
Koppe tinikitkita is een spinnensoort uit de familie van de bodemzakspinnen (Liocranidae).
De wetenschappelijke naam van de soort werd in 1995 gepubliceerd door Alberto Barrion en James Allen Litsinger.